# Seznam slovenskih saksofonistov
Seznam slovenskih saksofonistov.

## A
Matjaž Albreht -
Andrej Arnol -
Matjaž Ašič -
Miki Ašič

## B
Franc Bahar - Nada Barle - Nejc P. Bečan - Tim Berne - Betka Bizjak-Kotnik - Jure Boršič - Maj Brinovec - Silvio Brosche - Borut Bučar - Matej Bunderla - 

## C
Igor Cesar -

## Č
Danijel Čampa - Reno Čibej -

## D
Stane Deželak - Braco Doblekar - Luka Dolžan - Srečko Dražil - Matjaž Drevenšek - Tadej Drobne - Norbert Drugovič

## F
Primož Fleischman -

## G
Katarina Galič - Luka Golob - Janko Gregorc - Jan Gričar - Mihael Gunzek

## H
Miha Hawlina -

## J
Lado Jakša - Mladen Jakšić - Tone Janša - David Jukič - Rudi Javornik - Oton Jugovec

## K
Jože Kampič - Nejc Kebe - Blaž Kemperle - Danilo Kertel - Adam Klemm - Andrej Knap - David Kocijan - Jera Kodrič -  Neža Zala Kodrič -  Robert Kodrič - Špela Kolenc - Zoran Komac - Jaka Kopač - Klemen Kotar - Betka Kotnik - Marko Kovač - Anja Kožuh - Tadej Kranjc - Lenart Krečič - Brina Kren - Peter Kruder - Breda Krumpak - Jan Kus

## L
Danijel Lauko - Milko Lazar - Oskar Laznik - Tilen Lebar - Borut Lesjak - Luka Loštrek - Alan Lužar - Tilen Lebar - Maja Lisac Barroso - Igor Lumpert (1975)

## M
Larisa Marjanovič - Mario Marolt - Janez Martinc - Tone Martinc - Blaž Mijovič - Matic Mikola - Matjaž Mlakar - David Mozetič

## N
Tomaž Nedoh - Miljutin Negode? - Emil Novak -

## O
Andrej Omejc - Vilko Ovsenik -

## P
Bogo Pečnikar - Jože Pegam - Rudi Pešl - Tadej Piko -  Dejan Prešiček - Dušan C. Prevoršek - Jernej Podboj - Albert Podgornik - Nada Poglajen - Jure Pukl - Lev Pupis

## R
Lovro Ravbar - Tomaž Ravnihar - Črt Remic - Cene Resnik - Sandra Rijavec - Marjan Rogina - Miha Rogina - Nina Rogina - Matic Romih - Marko Rous - Anže Rupnik - Aljaž Razdevšek - Boštjan Rojc

## S
Žiga Saksida - Jure Schultz - Primož Simončič - Ati Soss - Rok Spruk - Bojan Sumrak - Aleš Suša - Darja Seliškar - Boštjan Simon (1982)

## Š
Tomaž Šalamon - 
Hugo Šekoranja - 
Jani Šepetavec - 
Simon Širec - 
Matjaž Škoberne - 
Irena Šmid - 
Tomaž Šmid - 
Primož Šmit - 
Simon Šoln - 
Oskar Šonc - 
Sašo Šonc - 
Sašo Špec -
Gregor Špajzer -
Gregor (Grega) Šteharnik -

## T
Tadej Tomšič - Gorazd Topolovec - Blaž Trček - Andrej Tomažin -

## U
Urban Urbanija - Melinda Urh - Janez Uršič

## V
Vida Vatovec - Miha Vavti - Dušan Veble - Katarina Vertin - Žiga Vešligaj - Rok Volk - Oto Vrhovnik - Peter Vrhunc

## Z
Miloš Ziherl - Marta Zore - Tomaž Zlobko - Bojan Zupančič - Gregor Zver

## Ž
Mitja Žerjal - Aljaž Žižek - Sandi Žnidarčič